# Place des Martyrs-de-la-Résistance-de-la-Porte-de-Sèvres
La place des Martyrs-de-la-Résistance-de-la-Porte-de-Sèvres est une voie du 15e arrondissement de Paris, en France.

## Situation et accès
La place des Martyrs-de-la-Résistance-de-la-Porte-de-Sèvres est une voie publique située dans le 15e arrondissement de Paris. Elle débute avenue de la Porte-de-Sèvres et se termine rue Henry-Farman.

## Origine du nom
La place rend hommage aux résistants et patriotes qui furent torturés et massacrés par la Geheime Feldpolizei au stand de tir de Balard durant l'occupation de la France par l'Allemagne.

## Historique
La place a pris son nom actuel le 5 juillet 2000.